# Cicadetta cantilatrix
Espèce
Cicadetta cantilatrix est une espèce d'insectes hémiptères de la famille des Cicadidae (cigales).
Elle a été découverte en 2007 dans les Yvelines et le Val-d'Oise, à la suite de prospections entomologiques sur les pelouses de la Réserve Naturelle Nationale des Coteaux de la Seine. C'est la cinquième espèce du genre Cicadetta découverte en France. Elle est aussi présente en Ardennes.

## Systématique
L'espèce Cicadetta cantilatrix a été décrite en 2007 par les entomologistes français Jérôme Sueur (d) et Stéphane Puissant (d).

## Étymologie
Son épithète spécifique, cantilatrix, dérive du latin cantilo, « chanter, fredonner ». 

## Publication originale
- (en) Jérôme Sueur et Stéphane Puissant, « Similar look but different song: a new Cicadetta species in the montana complex (Insecta, Hemiptera, Cicadidae) », Zootaxa, Magnolia Press (d), vol. 1442, no 1,‎ 5 avril 2007, p. 55-68 (ISSN 1175-5334 et 1175-5326, OCLC 49030618, DOI 10.11646/ZOOTAXA.1442.1.5, lire en ligne).